# Igor' Ado
Igor' Dmitrievič Ado (Kazan', 17 gennaio 1910 – 30 giugno 1983) è stato un matematico sovietico.
Docente all'università di Kazan', svolse importanti ricerche sui gruppi continui.